# Xenorhina eiponis
Xenorhina eiponis är en groddjursart som beskrevs av Blum och Menzies 1989. Xenorhina eiponis ingår i släktet Xenorhina och familjen Microhylidae. IUCN kategoriserar arten globalt som otillräckligt studerad. Inga underarter finns listade i Catalogue of Life.